# 펜 FC
펜 풋볼 클럽(Penn Football Club)은 유나이티드 사커 리그에 소속된 미국의 프로축구단으로 펜실베이니아주 해리스버그를 연고지로 하고 있으며 FNB 필드를 홈 경기장으로 사용하고 있다.
2017년 11월 15일 해리스버그 시티 아일랜더스(Harrisburg City Islanders)에서 현재의 팀명으로 변경했다.

## 역대 홈경기장
| 경기장                     | 사용기간      | 장소                      | 팀명                             | 비고      |
| -------------------------- | ------------- | ------------------------- | -------------------------------- | --------- |
| 스카이라인 스포츠 콤플렉스 | 2004년~2015년 | 펜실베이니아주 해리스버그 | 해리스버그 시티 아일랜더스       | 빈칸      |
| FNB 필드                   | 2016년~현재   | 펜실베이니아주 해리스버그 | 해리스버그 시티 아일랜더스 펜 FC | 빈칸      |
| 클리퍼 매거진 스타디움     | 2016년~현재   | 펜실베이니아주 랭커스터   | 해리스버그 시티 아일랜더스 펜 FC | 제2홈구장 |

## 메이저 리그 사커제휴팀
- 없음